# Bouleurs
Bouleurs ist eine französische Gemeinde mit 1.731 Einwohnern (Stand: 1. Januar 2022) im Département Seine-et-Marne in der Region Île-de-France. Sie gehört zum Arrondissement Meaux und zum Kanton Serris (bis 2015: Kanton Crécy-la-Chapelle).
Die Einwohner werden Bouleurois genannt.

## Geographie
Bouleurs liegt etwa 41 Kilometer östlich von Paris.
Am Nordrand der Gemeinde führt die Autoroute A4 entlang.

### Nachbargemeinden
Umgeben ist Bouleurs von den Gemeinden Quincy-Voisins im Norden und Nordwesten, Boutigny im Norden und Nordosten, Coulommes im Osten und Nordosten, Crécy-la-Chapelle im Süden sowie Couilly-Pont-aux-Dames im Westen.

## Bevölkerungsentwicklung
| Jahr      | 1962 | 1968 | 1975 | 1982 | 1990 | 1999 | 2006 | 2013 |
| Einwohner | 332  | 382  | 552  | 821  | 1049 | 1228 | 1411 | 1463 |

## Sehenswürdigkeiten

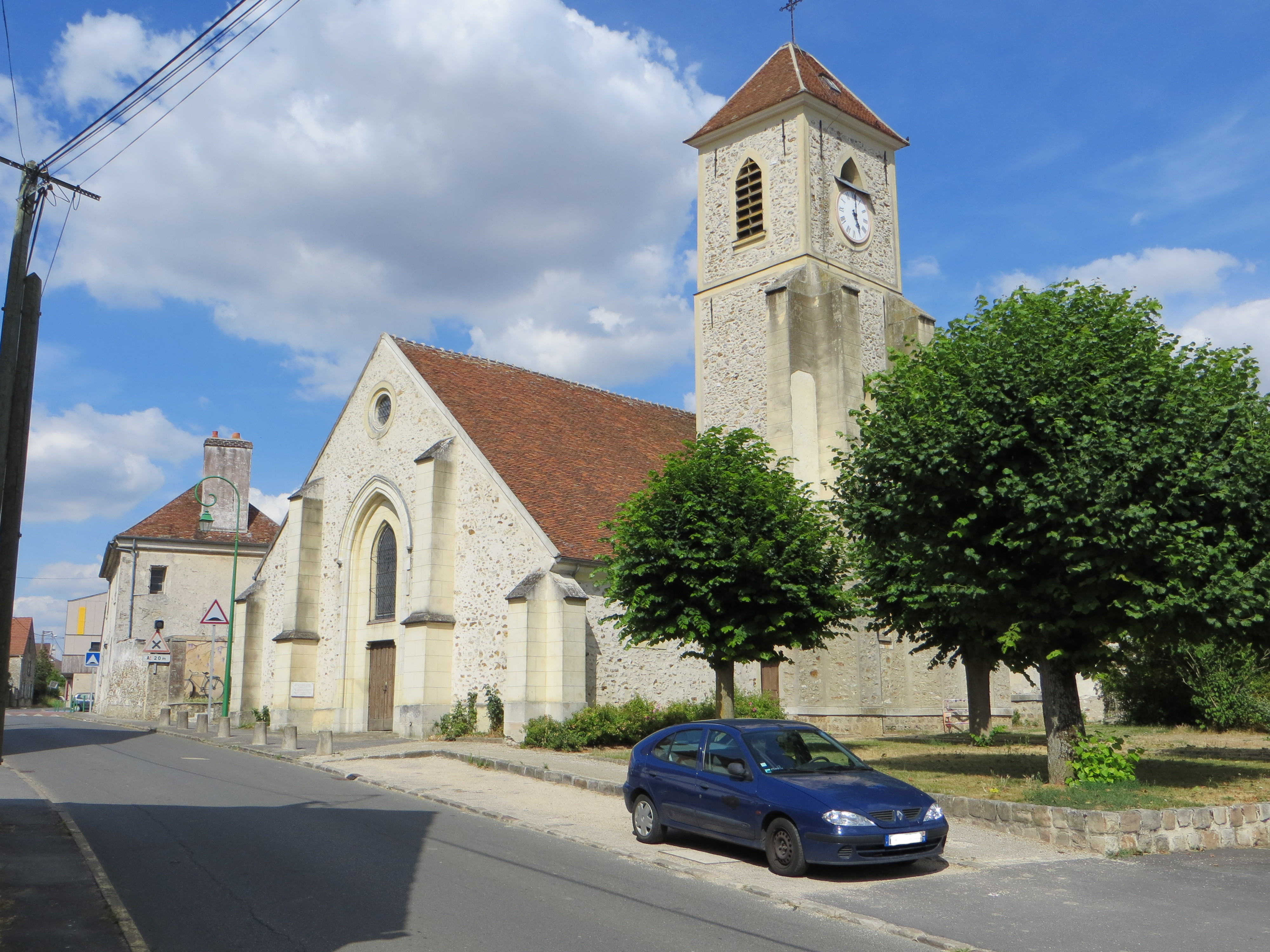
Kirche Sainte-Marie-Madeleine

- Kirche Sainte-Marie-Madeleine
- Waschhaus, erbaut 1863